# جيم تشن
جيم تشن (بالإنجليزية: Jim Chen)‏ هو بروفيسور أمريكي، ولد في 1966.